# Бозок, Умут
Умут Дилан Бозок (тур. и фр. Umut Dilan Bozok; родился 19 сентября 1996 года в Сент-Авольде, Франция) — турецкий и французский футболист, нападающий. Выступал за молодёжную сборную Турции.

## Клубная карьера
Бозок — воспитанник французских клубов «Этоль Наборин» и «Мец». В 2013 году для получения игровой практики выступал за дублирующую команду последнего. В 2016 году Бозок подписал контракт с клубом «Атлетико Марсель» из Третьей лиги Франции. В своём дебютном сезоне за команду он забил 18 мячей и стал лучшим бомбардиром чемпионата. Летом 2017 года Бозок перешёл в «Ним». 28 июля в матче против «Реймса» он дебютировал в Лиге 2. 8 сентября в матче против «Аяччо» Умут забил свой первый гол за «Ним». В матчах против «Бреста», «Кевийи Руан» и «Бур-ан-Бресс — Перонна» Бозок сделал три хет-трика. По итогам сезона Умут забил 24 мяча, стал лучшим бомбардиром чемпионата и помог клубу выйти в элиту. 11 августа 2018 года в матче против «Анже» он дебютировал в Лиге 1.
Летом 2019 года Бозок перешёл в «Лорьян». 29 июля в матче против «Парижа» он дебютировал за новый клуб. 19 октября в поединке против «Гавра» Умут забил свой первый гол за «Лорьян». По итогам сезона он помог клубу выйти в элиту.
В начале 2021 году Бозок был отдан в аренду в «Труа». 2 февраля в матче против «Клермона» он дебютировал за новую команду. 2 марта в поединке против «Шамбли» Умут забил свой первый гол за «Труа». Летом того же года Бозок вернулся на историческую родину, на правах аренды присоединившись к клубу «Касымпаша». 14 августа в матче против "Хатайспора он дебютировал в турецкой Суперлиге. 21 августа в поединке против «Гиресунспора» Умут забил свой первый гол за «Касымпашу».

## Достижения

### Личные
- Лучший бомбардир Насьональ (18 мячей) — 2016/2017
- Лучший бомбардир Лиги 2 (24 мяча) — 2017/2018
- Лучший бомбардир Турецкой суперлиги (20 мячей) — 2021/2022